# 자이르 행진곡
자이르 행진곡(프랑스어: La Zaïroise)은 1971년부터 1997년까지 사용되어 온 자이르(현재의 콩고 민주 공화국)의 국가다. 조제프 루툼바가 작사, 시몬 피에르 보카 디 음파시 론디가 작곡하였다.

## 가사
Zaïrois dans la paix retrouvée,
Peuple uni, nous sommes Zaïrois
En avant fier et plein de dignité
Peuple grand, peuple libre à jamais
Tricolore, enflamme nous du feu sacré
Pour bâtir notre pays toujours plus beau
Autour d'un fleuve Majesté,
Autour d'un fleuve Majesté.
Tricolore au vent, ravive l'idéal
Qui nous relie aux aïeux, à nos enfants
Paix, justice et travail.
Paix, justice et travail.

## 해석
다시 평화를 얻은 자이르인이여,
인민들은 단결되었으니, 우리는 자이르인이라.
자랑스럽고 당당하게 전진하자,
위대한 인민은 영원히 자유로우리라.
삼색기는 우리의 신성한 불꽃을 밝히네,
우리가 건설할 장엄한 국가는,
장엄한 강가에 둘러쌓여있다네,
장엄한 강가에 둘러쌓여있다네.
삼색기는 바람에 휘날리니,
우리의 조상과 아이들을 이어주는 이상을 되살리네,
평화, 정의, 노동이여,
평화, 정의, 노동이여.